# Alyxia oleifolia
Alyxia oleifolia är en oleanderväxtart som beskrevs av George King och Gamble. Alyxia oleifolia ingår i släktet Alyxia och familjen oleanderväxter. Inga underarter finns listade i Catalogue of Life.